# Oros Ymittos
Oros Ymittos este o arie protejată (arie de protecție specială avifaunistică — SPA) din Grecia întinsă pe o suprafață de 8.304,88 ha, integral pe uscat.

## Localizare
Centrul sitului Oros Ymittos este situat la coordonatele 37°55′05″N 23°48′23″E / 37.91816°N 23.806412°E.

## Înființare
Situl Oros Ymittos a fost declarat arie de protecție specială avifaunistică în martie 2010 pentru a proteja 29 de specii de animale.

## Biodiversitate
Situată în ecoregiunea mediteraneană, aria protejată nu include niciun habitat protejat.
La baza desemnării sitului se află mai multe specii protejate de  păsări (29): ciocârlie-de-câmp (Alauda arvensis), fâsă-de-câmp (Anthus campestris), lăstunul mare (Apus apus), șorecarul comun (Buteo buteo), ciocârlie-cu-degete-scurte (Calandrella brachydactyla), caprimulg (Caprimulgus europaeus), șerpar (Circaetus gallicus), erete vânăt (Circus cyaneus), erete alb (Circus macrourus), prepeliță (Coturnix coturnix), lăstun de casă (Delichon urbicum), Emberiza caesia, presură de grădină (Emberiza hortulana), Falco eleonorae, șoim călător (Falco peregrinus), vânturel de seară (Falco vespertinus), muscar-gulerat (Ficedula albicollis), muscar (Ficedula parva), rândunică (Hirundo rustica), capîntortură (Jynx torquilla), sfrâncioc roșiatic (Lanius collurio), sfrânciocul cu frunte neagră (Lanius minor), ciocârlie de pădure (Lullula arborea), prigoare (Merops apiaster), grangur (Oriolus oriolus), viespar (Pernis apivorus), turturică (Streptopelia turtur), Sylvia ruppeli, Tachymarptis melba
Pe lângă speciile protejate, pe teritoriul sitului au mai fost identificate 2 specii de păsări.